# Clematis patens 'Evipo043'
Cultivar
La clématite patens 'Evipo043',  est un cultivar de clématite découvert en 2010 par Raymond Evison en Angleterre. Elle porte le nom commercial de clématite Amethyst Beauty 'Evipo043'.
La clématite Amethyst Beauty a été commercialisée à partir de 2011 par les pépinières Guernsey clematis nursery de Raymond Evison.

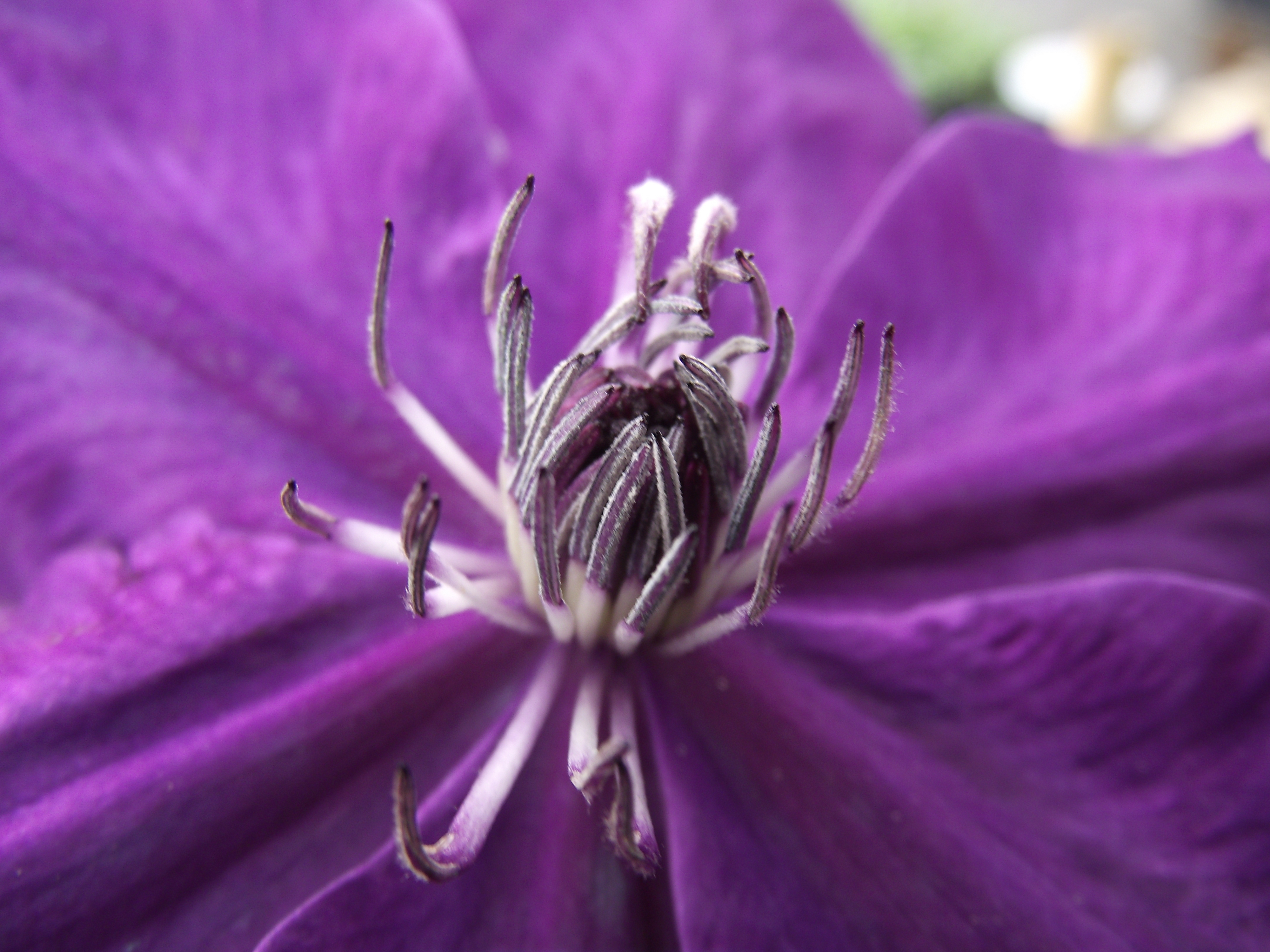
Clématite Amethyst Beauty 'Evipo043'

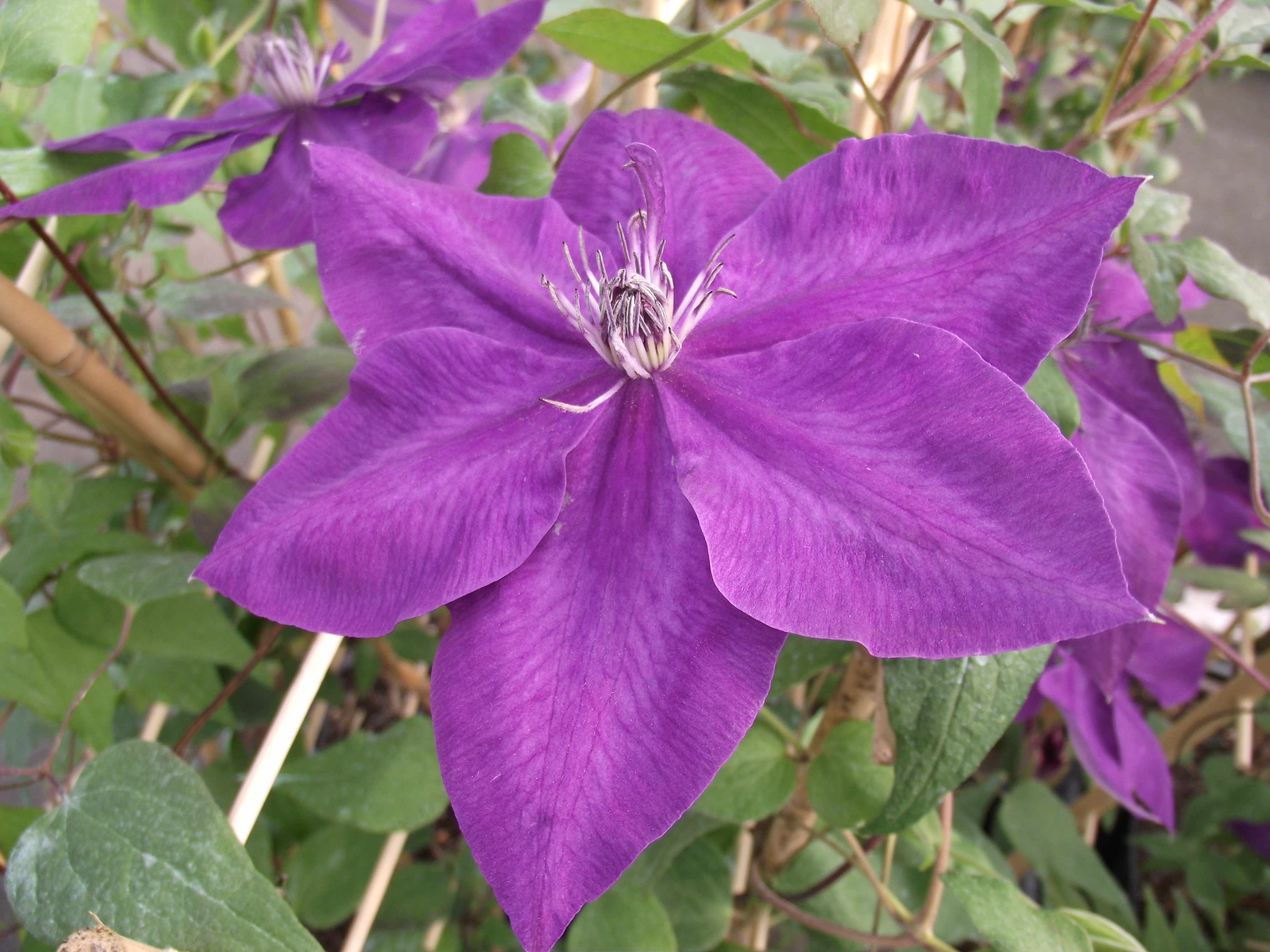
Clématite Amethyst Beauty 'Evipo043'

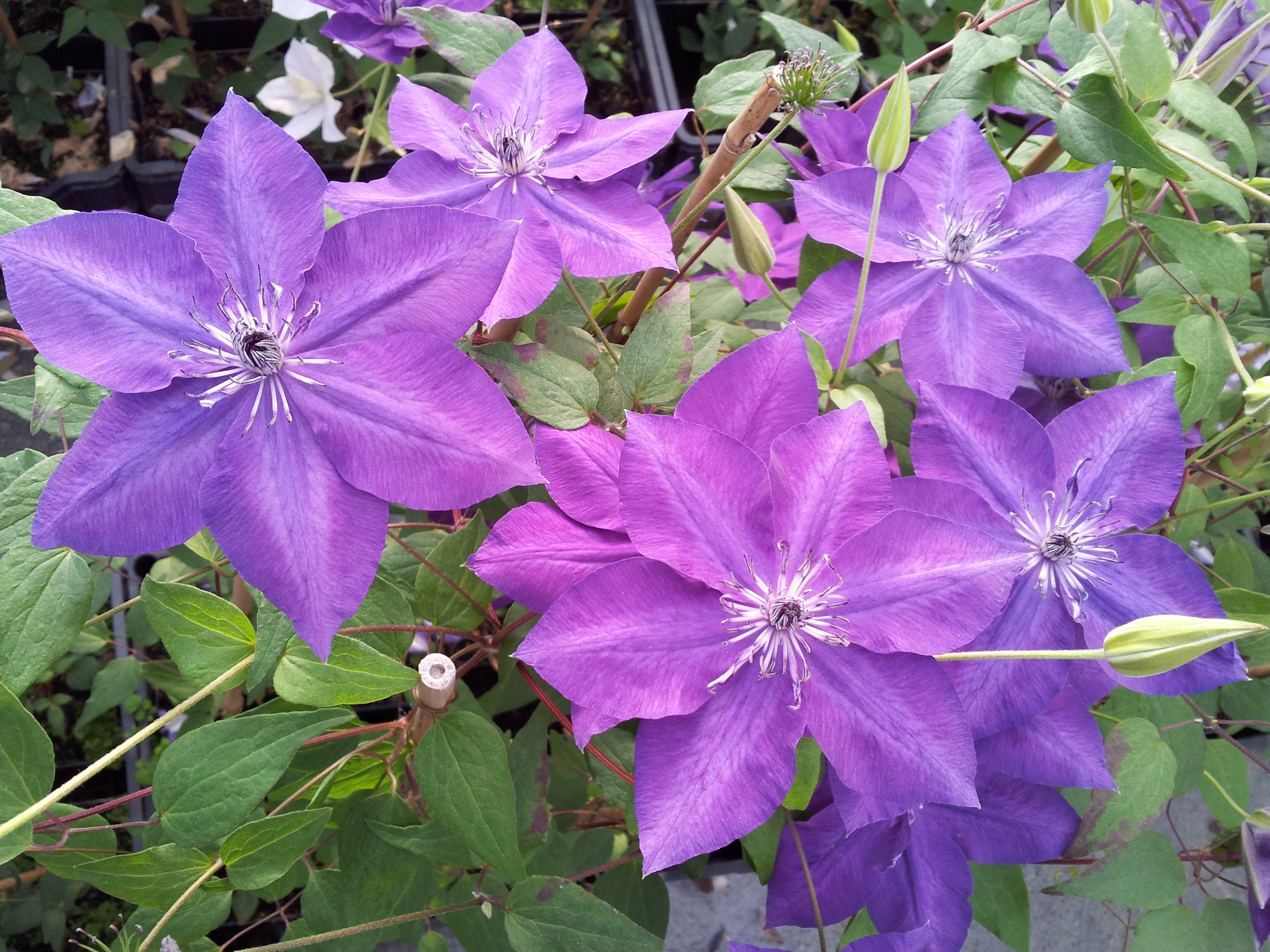
Clématite Amethyst Beauty 'Evipo043'

## Description
Cette clématite fait partie du groupe 3, ce qui signifie que ce cultivar donnera une floraison printanière automnale sur les pousses de l'année.

### Feuilles
Les feuilles caduques de cette clématite sont parfois simples, parfois alternes et trifoliées. en moyenne elles mesurent 10 cm.

### Tiges
Les tiges de la clématite Amethyst Beauty apparaissent de couleur verte sur les pousses de l'année, en vieillissant le bois se durcit et devient rougeâtre et marron.

### Fleurs
La clématite Amethyst Beauty dispose d'une fleur de taille moyenne bleu foncé pouvant atteindre 20 cm. Les fleurs de ce cultivar apparaissent la plupart du temps sur l'ensemble de la plante en mai et juin pour la floraison printanière et en septembre pour la floraison d'automne. Lors de la fanaison la couleur des sépales vire légèrement au mauve.

#### Bouton floral et pédoncule
Le bouton floral de Amethyst Beauty est allongé et ovoïde d'environ 4 à 5 cm, de couleur vert/gris à un quart de son ouverture. Le pédoncule quant à lui mesure environ 20 à 25 millimètres ce qui donne l'impression d'une fleur suspendue.

#### Sépales
Les sépales de la clématite Amethyst Beauty mesurent entre 8 et 10 cm de long. Ils sont ondulés et striés le long de la nervure centrale; ils se chevauchent légèrement.

#### Étamines et stigmates
Amethyst beauty possède des  étamines de couleur rouge foncé et des stigmates de couleur blanche.

#### Parfum
Cette clématite n'a pas de parfum.

## Obtention
La reproduction asexuée de ce cultivar pour la commercialisation a commencé dans les pépinières de Raymond Evison sur l’île de Guernesey en 2011.

## Protection
'Evipo043' est protégé par l'Union pour la protection des obtentions végétales sous licence PBR & PPaf. Le nom commercial 'Amethyst Beauty' est protégé par une licence trademark.

## Culture

### Plantation
La clématite Amethyst Beauty a été produite pour une culture en pot, mais elle s'adapte très bien en pleine terre également. Elle doit être plantée dans un mélange drainant, fertile et léger. Les racines préfèrent  un sol frais et ombragé.

### Croissance
À taille adulte cette clématite dispose d'une croissance importante entre 1,50 et 2 mètres.

### Floraison
Amethyst Beauty fleurit deux fois par an sur la pousse de l'année au mois de mai et juin pour la floraison printanière et en septembre pour la floraison d'automne sur la pousse de l'été.

### Utilisations
Amethyst Beauty est parfait pour les pergolas, treillis, tonnelles et clôtures. Elle peut aussi grimper sur des supports naturels tels que les feuillus, des conifères et des arbustes.

### Taille
La clématite Amethyst Beauty a besoin d'une taille annuelle, souvent au mois de mars mais à toute période de repos végétatif. Elle demande une taille sévère, c'est-à-dire une taille à 30 cm du sol sur un tiers des branches.

### Résistance
Cette clématite résiste à des températures jusqu'à moins 20 degrés Celsius.

### Maladies et ravageurs
La clématite Amethyst Beauty est sensible à l'excès d'eau ce qui pourrait provoquer une pourriture du collet de la plante et ainsi la mort de la clématite. Elle peut également souffrir d'apoplexie due à un champignon appelé Ascochyta clematidina, provoquant un flétrissement brutal des feuilles. Pour combattre ce champignon la terre doit être remplacée sur 20 cm et l'excès d'eau doit être proscrit.
Les limaces peuvent également s'attaquer à cette clématite et notamment aux jeunes pousses du printemps.